# Saint-Martin-la-Sauveté
Saint-Martin-la-Sauveté là một xã trong tỉnh Loire miền trung nước Pháp.